# Ялы
Ялы (тур. yalı, от греческого γιαλή yialí (γιαλός yialós)) — дом или особняк, построенный непосредственно на морском берегу моря (преимущественно на берегу пролива Босфор в Стамбуле), как правило, с архитектурной концепцией, учитывающей особенности прибрежного местоположения. Семьи, которые владела ялы, использовали его как свой второй дом, расположенный на берегу моря, имея в собственности также конак («особняк») или кёшк («павильон», часто служивший определённой практической цели, таким, например, как занятие охотой, или представлявший собой временное жилище). Ныне термин «ялы» используется преимущественно для обозначения 620 прибрежных резиденций, построенных в XVIII—XX веках и разбросанных вдоль побережья Босфора в Стамбуле.
Основным строительным материалом для ялы, для подавляющего большинства традиционных турецких домов, служила тонко обработанная древесина. Неоднократные реставрации ялы часто приводили к постепенному уменьшению общего объёма деревянных частей конструкции особняков, но наличие дерева, тем не менее, остаётся главной характерной чертой исторического ялы. Нередко в недавно отреставрированных особняках дерево присутствует преимущественно лишь во внешней отделке.
Старейшим из сохранившихся ялы является особняк, построенный великим визирем Хусейн-пашой Кёпрюлю (представителем влиятельной семьи Кёпрюлю) в 1699 году в махалле Канлыджа (район Бейкоз), на азиатском берегу Босфора. В нём сохранился приёмный зал (диванхане) и его ближайшие пристройки. На противоположном европейском берегу самым старым из сохранившихся ялы является особняк Шерифлера в махалле Эмирган (район Сарыер), возведённый в 1780 году, но носящий имя более позднего владельца. Самым дорогим ялы считается особняк Эрбильгина, находящийся в махалле Еникёй (Стамбул). В 2007 году журнал Forbes включил его в список пятых самых дорогих домов в мире с ценой в 100 миллионов долларов США.
В журнале Cornucopia, посвящённом искусству, культуре и истории Турции, регулярно публикуются статьи о босфорских ялы, их архитектуре и интерьерах, например о ялы Кибрысли Мехмед Эмин-паши, ялы Этема Пертева, ялы Саффет-паши и ялы Зеки-паши.